# Querschneider

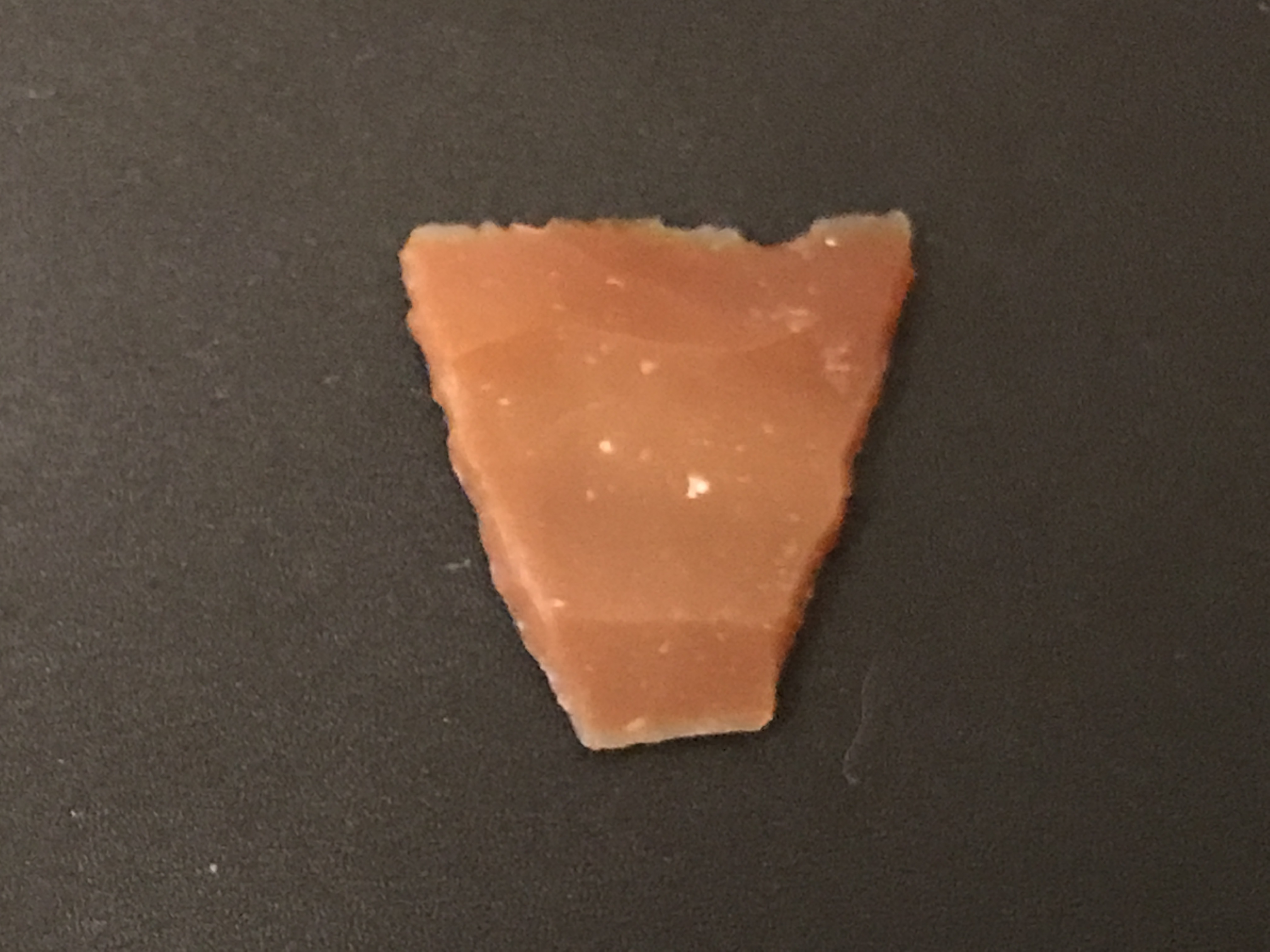
Querschneider

Querschneider (auch Pfeilschneiden genannt) sind Formen meso- und neolithischer Pfeilspitzen, die zur Gattung der Mikrolithe gehören. Sie sind von trapezoider Form. In der Regel ist die Schneide breiter als die Höhe des Artefakts. Querschneider werden aus Klingen in Kerbtechnik hergestellt. Der Einschuss verursacht eine größere und stärker blutende Wunde, dafür dringt das Projektil aber nicht so leicht ein wie eine spitze Pfeilspitze. Querschneider weisen in Abmessungen und Gewicht einen hohen Normierungsgrad auf.
Ihre kulturelle und zeitliche Zuordnung ist oft schwierig, da die Fundplätze oft Mischinventare des Meso- und Neolithikums aufweisen. Zudem fanden sich Querschneider oft nur als Oberflächenfund oder in Siedlungsschichten, weniger dagegen in Grabinventaren. Querschneider wurden von der Starčevo-Körös-Criş-Kultur, der Linearbandkeramik, der Rössener und der Michelsberger Kultur und vom Chasséen genutzt. In Norddeutschland wurde der ältere Typ von den aus Abschlägen hergestellten Pfeilschneiden der Trichterbecherkultur bzw. der Kugelamphoren-Kultur abgelöst.